# Избыточная защита
Избыточная защита — защита с «запасом», то есть число защищающих превышает число атакующих фигур, важного пункта позиции, вокруг которого должна развернуться борьба. Термин введён в шахматную теорию Ароном Нимцовичем.
Фигуры, осуществляющие избыточную защиту, помимо того, что укрепляют стратегически важные пункты, занимают при этом хорошие во всех отношениях позиции и, следовательно, выигрывают в значении.
Успешно избыточная защита применяется только по отношению к сильным пунктам. Подобная защита к слабым пунктам, как правило, приводит к пассивной позиции защищающих фигур.

## Пример
|   | a | b | c | d | e | f | g | h |   |
| - | --- | --- | --- | --- | --- | --- | --- | --- | - |
| 8 | a8 чёрная ладья · e8 чёрный король · f8 чёрный слон · g8 чёрный конь · h8 чёрная ладья · a7 чёрная пешка · b7 чёрная пешка · d7 чёрный конь · f7 чёрная пешка · g7 чёрная пешка · h7 чёрная пешка · a6 чёрный ферзь · c6 чёрная пешка · e6 чёрная пешка · d5 чёрная пешка · e5 белая пешка · d4 белая пешка · a2 белая пешка · b2 белая пешка · c2 белая пешка · e2 белый конь · f2 белая пешка · g2 белая пешка · h2 белая пешка · a1 белая ладья · b1 белый конь · c1 белый слон · d1 белый ферзь · f1 белая ладья · g1 белый король | a8 чёрная ладья · e8 чёрный король · f8 чёрный слон · g8 чёрный конь · h8 чёрная ладья · a7 чёрная пешка · b7 чёрная пешка · d7 чёрный конь · f7 чёрная пешка · g7 чёрная пешка · h7 чёрная пешка · a6 чёрный ферзь · c6 чёрная пешка · e6 чёрная пешка · d5 чёрная пешка · e5 белая пешка · d4 белая пешка · a2 белая пешка · b2 белая пешка · c2 белая пешка · e2 белый конь · f2 белая пешка · g2 белая пешка · h2 белая пешка · a1 белая ладья · b1 белый конь · c1 белый слон · d1 белый ферзь · f1 белая ладья · g1 белый король | a8 чёрная ладья · e8 чёрный король · f8 чёрный слон · g8 чёрный конь · h8 чёрная ладья · a7 чёрная пешка · b7 чёрная пешка · d7 чёрный конь · f7 чёрная пешка · g7 чёрная пешка · h7 чёрная пешка · a6 чёрный ферзь · c6 чёрная пешка · e6 чёрная пешка · d5 чёрная пешка · e5 белая пешка · d4 белая пешка · a2 белая пешка · b2 белая пешка · c2 белая пешка · e2 белый конь · f2 белая пешка · g2 белая пешка · h2 белая пешка · a1 белая ладья · b1 белый конь · c1 белый слон · d1 белый ферзь · f1 белая ладья · g1 белый король | a8 чёрная ладья · e8 чёрный король · f8 чёрный слон · g8 чёрный конь · h8 чёрная ладья · a7 чёрная пешка · b7 чёрная пешка · d7 чёрный конь · f7 чёрная пешка · g7 чёрная пешка · h7 чёрная пешка · a6 чёрный ферзь · c6 чёрная пешка · e6 чёрная пешка · d5 чёрная пешка · e5 белая пешка · d4 белая пешка · a2 белая пешка · b2 белая пешка · c2 белая пешка · e2 белый конь · f2 белая пешка · g2 белая пешка · h2 белая пешка · a1 белая ладья · b1 белый конь · c1 белый слон · d1 белый ферзь · f1 белая ладья · g1 белый король | a8 чёрная ладья · e8 чёрный король · f8 чёрный слон · g8 чёрный конь · h8 чёрная ладья · a7 чёрная пешка · b7 чёрная пешка · d7 чёрный конь · f7 чёрная пешка · g7 чёрная пешка · h7 чёрная пешка · a6 чёрный ферзь · c6 чёрная пешка · e6 чёрная пешка · d5 чёрная пешка · e5 белая пешка · d4 белая пешка · a2 белая пешка · b2 белая пешка · c2 белая пешка · e2 белый конь · f2 белая пешка · g2 белая пешка · h2 белая пешка · a1 белая ладья · b1 белый конь · c1 белый слон · d1 белый ферзь · f1 белая ладья · g1 белый король | a8 чёрная ладья · e8 чёрный король · f8 чёрный слон · g8 чёрный конь · h8 чёрная ладья · a7 чёрная пешка · b7 чёрная пешка · d7 чёрный конь · f7 чёрная пешка · g7 чёрная пешка · h7 чёрная пешка · a6 чёрный ферзь · c6 чёрная пешка · e6 чёрная пешка · d5 чёрная пешка · e5 белая пешка · d4 белая пешка · a2 белая пешка · b2 белая пешка · c2 белая пешка · e2 белый конь · f2 белая пешка · g2 белая пешка · h2 белая пешка · a1 белая ладья · b1 белый конь · c1 белый слон · d1 белый ферзь · f1 белая ладья · g1 белый король | a8 чёрная ладья · e8 чёрный король · f8 чёрный слон · g8 чёрный конь · h8 чёрная ладья · a7 чёрная пешка · b7 чёрная пешка · d7 чёрный конь · f7 чёрная пешка · g7 чёрная пешка · h7 чёрная пешка · a6 чёрный ферзь · c6 чёрная пешка · e6 чёрная пешка · d5 чёрная пешка · e5 белая пешка · d4 белая пешка · a2 белая пешка · b2 белая пешка · c2 белая пешка · e2 белый конь · f2 белая пешка · g2 белая пешка · h2 белая пешка · a1 белая ладья · b1 белый конь · c1 белый слон · d1 белый ферзь · f1 белая ладья · g1 белый король | a8 чёрная ладья · e8 чёрный король · f8 чёрный слон · g8 чёрный конь · h8 чёрная ладья · a7 чёрная пешка · b7 чёрная пешка · d7 чёрный конь · f7 чёрная пешка · g7 чёрная пешка · h7 чёрная пешка · a6 чёрный ферзь · c6 чёрная пешка · e6 чёрная пешка · d5 чёрная пешка · e5 белая пешка · d4 белая пешка · a2 белая пешка · b2 белая пешка · c2 белая пешка · e2 белый конь · f2 белая пешка · g2 белая пешка · h2 белая пешка · a1 белая ладья · b1 белый конь · c1 белый слон · d1 белый ферзь · f1 белая ладья · g1 белый король | 8 |
| 7 | a8 чёрная ладья · e8 чёрный король · f8 чёрный слон · g8 чёрный конь · h8 чёрная ладья · a7 чёрная пешка · b7 чёрная пешка · d7 чёрный конь · f7 чёрная пешка · g7 чёрная пешка · h7 чёрная пешка · a6 чёрный ферзь · c6 чёрная пешка · e6 чёрная пешка · d5 чёрная пешка · e5 белая пешка · d4 белая пешка · a2 белая пешка · b2 белая пешка · c2 белая пешка · e2 белый конь · f2 белая пешка · g2 белая пешка · h2 белая пешка · a1 белая ладья · b1 белый конь · c1 белый слон · d1 белый ферзь · f1 белая ладья · g1 белый король | a8 чёрная ладья · e8 чёрный король · f8 чёрный слон · g8 чёрный конь · h8 чёрная ладья · a7 чёрная пешка · b7 чёрная пешка · d7 чёрный конь · f7 чёрная пешка · g7 чёрная пешка · h7 чёрная пешка · a6 чёрный ферзь · c6 чёрная пешка · e6 чёрная пешка · d5 чёрная пешка · e5 белая пешка · d4 белая пешка · a2 белая пешка · b2 белая пешка · c2 белая пешка · e2 белый конь · f2 белая пешка · g2 белая пешка · h2 белая пешка · a1 белая ладья · b1 белый конь · c1 белый слон · d1 белый ферзь · f1 белая ладья · g1 белый король | a8 чёрная ладья · e8 чёрный король · f8 чёрный слон · g8 чёрный конь · h8 чёрная ладья · a7 чёрная пешка · b7 чёрная пешка · d7 чёрный конь · f7 чёрная пешка · g7 чёрная пешка · h7 чёрная пешка · a6 чёрный ферзь · c6 чёрная пешка · e6 чёрная пешка · d5 чёрная пешка · e5 белая пешка · d4 белая пешка · a2 белая пешка · b2 белая пешка · c2 белая пешка · e2 белый конь · f2 белая пешка · g2 белая пешка · h2 белая пешка · a1 белая ладья · b1 белый конь · c1 белый слон · d1 белый ферзь · f1 белая ладья · g1 белый король | a8 чёрная ладья · e8 чёрный король · f8 чёрный слон · g8 чёрный конь · h8 чёрная ладья · a7 чёрная пешка · b7 чёрная пешка · d7 чёрный конь · f7 чёрная пешка · g7 чёрная пешка · h7 чёрная пешка · a6 чёрный ферзь · c6 чёрная пешка · e6 чёрная пешка · d5 чёрная пешка · e5 белая пешка · d4 белая пешка · a2 белая пешка · b2 белая пешка · c2 белая пешка · e2 белый конь · f2 белая пешка · g2 белая пешка · h2 белая пешка · a1 белая ладья · b1 белый конь · c1 белый слон · d1 белый ферзь · f1 белая ладья · g1 белый король | a8 чёрная ладья · e8 чёрный король · f8 чёрный слон · g8 чёрный конь · h8 чёрная ладья · a7 чёрная пешка · b7 чёрная пешка · d7 чёрный конь · f7 чёрная пешка · g7 чёрная пешка · h7 чёрная пешка · a6 чёрный ферзь · c6 чёрная пешка · e6 чёрная пешка · d5 чёрная пешка · e5 белая пешка · d4 белая пешка · a2 белая пешка · b2 белая пешка · c2 белая пешка · e2 белый конь · f2 белая пешка · g2 белая пешка · h2 белая пешка · a1 белая ладья · b1 белый конь · c1 белый слон · d1 белый ферзь · f1 белая ладья · g1 белый король | a8 чёрная ладья · e8 чёрный король · f8 чёрный слон · g8 чёрный конь · h8 чёрная ладья · a7 чёрная пешка · b7 чёрная пешка · d7 чёрный конь · f7 чёрная пешка · g7 чёрная пешка · h7 чёрная пешка · a6 чёрный ферзь · c6 чёрная пешка · e6 чёрная пешка · d5 чёрная пешка · e5 белая пешка · d4 белая пешка · a2 белая пешка · b2 белая пешка · c2 белая пешка · e2 белый конь · f2 белая пешка · g2 белая пешка · h2 белая пешка · a1 белая ладья · b1 белый конь · c1 белый слон · d1 белый ферзь · f1 белая ладья · g1 белый король | a8 чёрная ладья · e8 чёрный король · f8 чёрный слон · g8 чёрный конь · h8 чёрная ладья · a7 чёрная пешка · b7 чёрная пешка · d7 чёрный конь · f7 чёрная пешка · g7 чёрная пешка · h7 чёрная пешка · a6 чёрный ферзь · c6 чёрная пешка · e6 чёрная пешка · d5 чёрная пешка · e5 белая пешка · d4 белая пешка · a2 белая пешка · b2 белая пешка · c2 белая пешка · e2 белый конь · f2 белая пешка · g2 белая пешка · h2 белая пешка · a1 белая ладья · b1 белый конь · c1 белый слон · d1 белый ферзь · f1 белая ладья · g1 белый король | a8 чёрная ладья · e8 чёрный король · f8 чёрный слон · g8 чёрный конь · h8 чёрная ладья · a7 чёрная пешка · b7 чёрная пешка · d7 чёрный конь · f7 чёрная пешка · g7 чёрная пешка · h7 чёрная пешка · a6 чёрный ферзь · c6 чёрная пешка · e6 чёрная пешка · d5 чёрная пешка · e5 белая пешка · d4 белая пешка · a2 белая пешка · b2 белая пешка · c2 белая пешка · e2 белый конь · f2 белая пешка · g2 белая пешка · h2 белая пешка · a1 белая ладья · b1 белый конь · c1 белый слон · d1 белый ферзь · f1 белая ладья · g1 белый король | 7 |
| 6 | a8 чёрная ладья · e8 чёрный король · f8 чёрный слон · g8 чёрный конь · h8 чёрная ладья · a7 чёрная пешка · b7 чёрная пешка · d7 чёрный конь · f7 чёрная пешка · g7 чёрная пешка · h7 чёрная пешка · a6 чёрный ферзь · c6 чёрная пешка · e6 чёрная пешка · d5 чёрная пешка · e5 белая пешка · d4 белая пешка · a2 белая пешка · b2 белая пешка · c2 белая пешка · e2 белый конь · f2 белая пешка · g2 белая пешка · h2 белая пешка · a1 белая ладья · b1 белый конь · c1 белый слон · d1 белый ферзь · f1 белая ладья · g1 белый король | a8 чёрная ладья · e8 чёрный король · f8 чёрный слон · g8 чёрный конь · h8 чёрная ладья · a7 чёрная пешка · b7 чёрная пешка · d7 чёрный конь · f7 чёрная пешка · g7 чёрная пешка · h7 чёрная пешка · a6 чёрный ферзь · c6 чёрная пешка · e6 чёрная пешка · d5 чёрная пешка · e5 белая пешка · d4 белая пешка · a2 белая пешка · b2 белая пешка · c2 белая пешка · e2 белый конь · f2 белая пешка · g2 белая пешка · h2 белая пешка · a1 белая ладья · b1 белый конь · c1 белый слон · d1 белый ферзь · f1 белая ладья · g1 белый король | a8 чёрная ладья · e8 чёрный король · f8 чёрный слон · g8 чёрный конь · h8 чёрная ладья · a7 чёрная пешка · b7 чёрная пешка · d7 чёрный конь · f7 чёрная пешка · g7 чёрная пешка · h7 чёрная пешка · a6 чёрный ферзь · c6 чёрная пешка · e6 чёрная пешка · d5 чёрная пешка · e5 белая пешка · d4 белая пешка · a2 белая пешка · b2 белая пешка · c2 белая пешка · e2 белый конь · f2 белая пешка · g2 белая пешка · h2 белая пешка · a1 белая ладья · b1 белый конь · c1 белый слон · d1 белый ферзь · f1 белая ладья · g1 белый король | a8 чёрная ладья · e8 чёрный король · f8 чёрный слон · g8 чёрный конь · h8 чёрная ладья · a7 чёрная пешка · b7 чёрная пешка · d7 чёрный конь · f7 чёрная пешка · g7 чёрная пешка · h7 чёрная пешка · a6 чёрный ферзь · c6 чёрная пешка · e6 чёрная пешка · d5 чёрная пешка · e5 белая пешка · d4 белая пешка · a2 белая пешка · b2 белая пешка · c2 белая пешка · e2 белый конь · f2 белая пешка · g2 белая пешка · h2 белая пешка · a1 белая ладья · b1 белый конь · c1 белый слон · d1 белый ферзь · f1 белая ладья · g1 белый король | a8 чёрная ладья · e8 чёрный король · f8 чёрный слон · g8 чёрный конь · h8 чёрная ладья · a7 чёрная пешка · b7 чёрная пешка · d7 чёрный конь · f7 чёрная пешка · g7 чёрная пешка · h7 чёрная пешка · a6 чёрный ферзь · c6 чёрная пешка · e6 чёрная пешка · d5 чёрная пешка · e5 белая пешка · d4 белая пешка · a2 белая пешка · b2 белая пешка · c2 белая пешка · e2 белый конь · f2 белая пешка · g2 белая пешка · h2 белая пешка · a1 белая ладья · b1 белый конь · c1 белый слон · d1 белый ферзь · f1 белая ладья · g1 белый король | a8 чёрная ладья · e8 чёрный король · f8 чёрный слон · g8 чёрный конь · h8 чёрная ладья · a7 чёрная пешка · b7 чёрная пешка · d7 чёрный конь · f7 чёрная пешка · g7 чёрная пешка · h7 чёрная пешка · a6 чёрный ферзь · c6 чёрная пешка · e6 чёрная пешка · d5 чёрная пешка · e5 белая пешка · d4 белая пешка · a2 белая пешка · b2 белая пешка · c2 белая пешка · e2 белый конь · f2 белая пешка · g2 белая пешка · h2 белая пешка · a1 белая ладья · b1 белый конь · c1 белый слон · d1 белый ферзь · f1 белая ладья · g1 белый король | a8 чёрная ладья · e8 чёрный король · f8 чёрный слон · g8 чёрный конь · h8 чёрная ладья · a7 чёрная пешка · b7 чёрная пешка · d7 чёрный конь · f7 чёрная пешка · g7 чёрная пешка · h7 чёрная пешка · a6 чёрный ферзь · c6 чёрная пешка · e6 чёрная пешка · d5 чёрная пешка · e5 белая пешка · d4 белая пешка · a2 белая пешка · b2 белая пешка · c2 белая пешка · e2 белый конь · f2 белая пешка · g2 белая пешка · h2 белая пешка · a1 белая ладья · b1 белый конь · c1 белый слон · d1 белый ферзь · f1 белая ладья · g1 белый король | a8 чёрная ладья · e8 чёрный король · f8 чёрный слон · g8 чёрный конь · h8 чёрная ладья · a7 чёрная пешка · b7 чёрная пешка · d7 чёрный конь · f7 чёрная пешка · g7 чёрная пешка · h7 чёрная пешка · a6 чёрный ферзь · c6 чёрная пешка · e6 чёрная пешка · d5 чёрная пешка · e5 белая пешка · d4 белая пешка · a2 белая пешка · b2 белая пешка · c2 белая пешка · e2 белый конь · f2 белая пешка · g2 белая пешка · h2 белая пешка · a1 белая ладья · b1 белый конь · c1 белый слон · d1 белый ферзь · f1 белая ладья · g1 белый король | 6 |
| 5 | a8 чёрная ладья · e8 чёрный король · f8 чёрный слон · g8 чёрный конь · h8 чёрная ладья · a7 чёрная пешка · b7 чёрная пешка · d7 чёрный конь · f7 чёрная пешка · g7 чёрная пешка · h7 чёрная пешка · a6 чёрный ферзь · c6 чёрная пешка · e6 чёрная пешка · d5 чёрная пешка · e5 белая пешка · d4 белая пешка · a2 белая пешка · b2 белая пешка · c2 белая пешка · e2 белый конь · f2 белая пешка · g2 белая пешка · h2 белая пешка · a1 белая ладья · b1 белый конь · c1 белый слон · d1 белый ферзь · f1 белая ладья · g1 белый король | a8 чёрная ладья · e8 чёрный король · f8 чёрный слон · g8 чёрный конь · h8 чёрная ладья · a7 чёрная пешка · b7 чёрная пешка · d7 чёрный конь · f7 чёрная пешка · g7 чёрная пешка · h7 чёрная пешка · a6 чёрный ферзь · c6 чёрная пешка · e6 чёрная пешка · d5 чёрная пешка · e5 белая пешка · d4 белая пешка · a2 белая пешка · b2 белая пешка · c2 белая пешка · e2 белый конь · f2 белая пешка · g2 белая пешка · h2 белая пешка · a1 белая ладья · b1 белый конь · c1 белый слон · d1 белый ферзь · f1 белая ладья · g1 белый король | a8 чёрная ладья · e8 чёрный король · f8 чёрный слон · g8 чёрный конь · h8 чёрная ладья · a7 чёрная пешка · b7 чёрная пешка · d7 чёрный конь · f7 чёрная пешка · g7 чёрная пешка · h7 чёрная пешка · a6 чёрный ферзь · c6 чёрная пешка · e6 чёрная пешка · d5 чёрная пешка · e5 белая пешка · d4 белая пешка · a2 белая пешка · b2 белая пешка · c2 белая пешка · e2 белый конь · f2 белая пешка · g2 белая пешка · h2 белая пешка · a1 белая ладья · b1 белый конь · c1 белый слон · d1 белый ферзь · f1 белая ладья · g1 белый король | a8 чёрная ладья · e8 чёрный король · f8 чёрный слон · g8 чёрный конь · h8 чёрная ладья · a7 чёрная пешка · b7 чёрная пешка · d7 чёрный конь · f7 чёрная пешка · g7 чёрная пешка · h7 чёрная пешка · a6 чёрный ферзь · c6 чёрная пешка · e6 чёрная пешка · d5 чёрная пешка · e5 белая пешка · d4 белая пешка · a2 белая пешка · b2 белая пешка · c2 белая пешка · e2 белый конь · f2 белая пешка · g2 белая пешка · h2 белая пешка · a1 белая ладья · b1 белый конь · c1 белый слон · d1 белый ферзь · f1 белая ладья · g1 белый король | a8 чёрная ладья · e8 чёрный король · f8 чёрный слон · g8 чёрный конь · h8 чёрная ладья · a7 чёрная пешка · b7 чёрная пешка · d7 чёрный конь · f7 чёрная пешка · g7 чёрная пешка · h7 чёрная пешка · a6 чёрный ферзь · c6 чёрная пешка · e6 чёрная пешка · d5 чёрная пешка · e5 белая пешка · d4 белая пешка · a2 белая пешка · b2 белая пешка · c2 белая пешка · e2 белый конь · f2 белая пешка · g2 белая пешка · h2 белая пешка · a1 белая ладья · b1 белый конь · c1 белый слон · d1 белый ферзь · f1 белая ладья · g1 белый король | a8 чёрная ладья · e8 чёрный король · f8 чёрный слон · g8 чёрный конь · h8 чёрная ладья · a7 чёрная пешка · b7 чёрная пешка · d7 чёрный конь · f7 чёрная пешка · g7 чёрная пешка · h7 чёрная пешка · a6 чёрный ферзь · c6 чёрная пешка · e6 чёрная пешка · d5 чёрная пешка · e5 белая пешка · d4 белая пешка · a2 белая пешка · b2 белая пешка · c2 белая пешка · e2 белый конь · f2 белая пешка · g2 белая пешка · h2 белая пешка · a1 белая ладья · b1 белый конь · c1 белый слон · d1 белый ферзь · f1 белая ладья · g1 белый король | a8 чёрная ладья · e8 чёрный король · f8 чёрный слон · g8 чёрный конь · h8 чёрная ладья · a7 чёрная пешка · b7 чёрная пешка · d7 чёрный конь · f7 чёрная пешка · g7 чёрная пешка · h7 чёрная пешка · a6 чёрный ферзь · c6 чёрная пешка · e6 чёрная пешка · d5 чёрная пешка · e5 белая пешка · d4 белая пешка · a2 белая пешка · b2 белая пешка · c2 белая пешка · e2 белый конь · f2 белая пешка · g2 белая пешка · h2 белая пешка · a1 белая ладья · b1 белый конь · c1 белый слон · d1 белый ферзь · f1 белая ладья · g1 белый король | a8 чёрная ладья · e8 чёрный король · f8 чёрный слон · g8 чёрный конь · h8 чёрная ладья · a7 чёрная пешка · b7 чёрная пешка · d7 чёрный конь · f7 чёрная пешка · g7 чёрная пешка · h7 чёрная пешка · a6 чёрный ферзь · c6 чёрная пешка · e6 чёрная пешка · d5 чёрная пешка · e5 белая пешка · d4 белая пешка · a2 белая пешка · b2 белая пешка · c2 белая пешка · e2 белый конь · f2 белая пешка · g2 белая пешка · h2 белая пешка · a1 белая ладья · b1 белый конь · c1 белый слон · d1 белый ферзь · f1 белая ладья · g1 белый король | 5 |
| 4 | a8 чёрная ладья · e8 чёрный король · f8 чёрный слон · g8 чёрный конь · h8 чёрная ладья · a7 чёрная пешка · b7 чёрная пешка · d7 чёрный конь · f7 чёрная пешка · g7 чёрная пешка · h7 чёрная пешка · a6 чёрный ферзь · c6 чёрная пешка · e6 чёрная пешка · d5 чёрная пешка · e5 белая пешка · d4 белая пешка · a2 белая пешка · b2 белая пешка · c2 белая пешка · e2 белый конь · f2 белая пешка · g2 белая пешка · h2 белая пешка · a1 белая ладья · b1 белый конь · c1 белый слон · d1 белый ферзь · f1 белая ладья · g1 белый король | a8 чёрная ладья · e8 чёрный король · f8 чёрный слон · g8 чёрный конь · h8 чёрная ладья · a7 чёрная пешка · b7 чёрная пешка · d7 чёрный конь · f7 чёрная пешка · g7 чёрная пешка · h7 чёрная пешка · a6 чёрный ферзь · c6 чёрная пешка · e6 чёрная пешка · d5 чёрная пешка · e5 белая пешка · d4 белая пешка · a2 белая пешка · b2 белая пешка · c2 белая пешка · e2 белый конь · f2 белая пешка · g2 белая пешка · h2 белая пешка · a1 белая ладья · b1 белый конь · c1 белый слон · d1 белый ферзь · f1 белая ладья · g1 белый король | a8 чёрная ладья · e8 чёрный король · f8 чёрный слон · g8 чёрный конь · h8 чёрная ладья · a7 чёрная пешка · b7 чёрная пешка · d7 чёрный конь · f7 чёрная пешка · g7 чёрная пешка · h7 чёрная пешка · a6 чёрный ферзь · c6 чёрная пешка · e6 чёрная пешка · d5 чёрная пешка · e5 белая пешка · d4 белая пешка · a2 белая пешка · b2 белая пешка · c2 белая пешка · e2 белый конь · f2 белая пешка · g2 белая пешка · h2 белая пешка · a1 белая ладья · b1 белый конь · c1 белый слон · d1 белый ферзь · f1 белая ладья · g1 белый король | a8 чёрная ладья · e8 чёрный король · f8 чёрный слон · g8 чёрный конь · h8 чёрная ладья · a7 чёрная пешка · b7 чёрная пешка · d7 чёрный конь · f7 чёрная пешка · g7 чёрная пешка · h7 чёрная пешка · a6 чёрный ферзь · c6 чёрная пешка · e6 чёрная пешка · d5 чёрная пешка · e5 белая пешка · d4 белая пешка · a2 белая пешка · b2 белая пешка · c2 белая пешка · e2 белый конь · f2 белая пешка · g2 белая пешка · h2 белая пешка · a1 белая ладья · b1 белый конь · c1 белый слон · d1 белый ферзь · f1 белая ладья · g1 белый король | a8 чёрная ладья · e8 чёрный король · f8 чёрный слон · g8 чёрный конь · h8 чёрная ладья · a7 чёрная пешка · b7 чёрная пешка · d7 чёрный конь · f7 чёрная пешка · g7 чёрная пешка · h7 чёрная пешка · a6 чёрный ферзь · c6 чёрная пешка · e6 чёрная пешка · d5 чёрная пешка · e5 белая пешка · d4 белая пешка · a2 белая пешка · b2 белая пешка · c2 белая пешка · e2 белый конь · f2 белая пешка · g2 белая пешка · h2 белая пешка · a1 белая ладья · b1 белый конь · c1 белый слон · d1 белый ферзь · f1 белая ладья · g1 белый король | a8 чёрная ладья · e8 чёрный король · f8 чёрный слон · g8 чёрный конь · h8 чёрная ладья · a7 чёрная пешка · b7 чёрная пешка · d7 чёрный конь · f7 чёрная пешка · g7 чёрная пешка · h7 чёрная пешка · a6 чёрный ферзь · c6 чёрная пешка · e6 чёрная пешка · d5 чёрная пешка · e5 белая пешка · d4 белая пешка · a2 белая пешка · b2 белая пешка · c2 белая пешка · e2 белый конь · f2 белая пешка · g2 белая пешка · h2 белая пешка · a1 белая ладья · b1 белый конь · c1 белый слон · d1 белый ферзь · f1 белая ладья · g1 белый король | a8 чёрная ладья · e8 чёрный король · f8 чёрный слон · g8 чёрный конь · h8 чёрная ладья · a7 чёрная пешка · b7 чёрная пешка · d7 чёрный конь · f7 чёрная пешка · g7 чёрная пешка · h7 чёрная пешка · a6 чёрный ферзь · c6 чёрная пешка · e6 чёрная пешка · d5 чёрная пешка · e5 белая пешка · d4 белая пешка · a2 белая пешка · b2 белая пешка · c2 белая пешка · e2 белый конь · f2 белая пешка · g2 белая пешка · h2 белая пешка · a1 белая ладья · b1 белый конь · c1 белый слон · d1 белый ферзь · f1 белая ладья · g1 белый король | a8 чёрная ладья · e8 чёрный король · f8 чёрный слон · g8 чёрный конь · h8 чёрная ладья · a7 чёрная пешка · b7 чёрная пешка · d7 чёрный конь · f7 чёрная пешка · g7 чёрная пешка · h7 чёрная пешка · a6 чёрный ферзь · c6 чёрная пешка · e6 чёрная пешка · d5 чёрная пешка · e5 белая пешка · d4 белая пешка · a2 белая пешка · b2 белая пешка · c2 белая пешка · e2 белый конь · f2 белая пешка · g2 белая пешка · h2 белая пешка · a1 белая ладья · b1 белый конь · c1 белый слон · d1 белый ферзь · f1 белая ладья · g1 белый король | 4 |
| 3 | a8 чёрная ладья · e8 чёрный король · f8 чёрный слон · g8 чёрный конь · h8 чёрная ладья · a7 чёрная пешка · b7 чёрная пешка · d7 чёрный конь · f7 чёрная пешка · g7 чёрная пешка · h7 чёрная пешка · a6 чёрный ферзь · c6 чёрная пешка · e6 чёрная пешка · d5 чёрная пешка · e5 белая пешка · d4 белая пешка · a2 белая пешка · b2 белая пешка · c2 белая пешка · e2 белый конь · f2 белая пешка · g2 белая пешка · h2 белая пешка · a1 белая ладья · b1 белый конь · c1 белый слон · d1 белый ферзь · f1 белая ладья · g1 белый король | a8 чёрная ладья · e8 чёрный король · f8 чёрный слон · g8 чёрный конь · h8 чёрная ладья · a7 чёрная пешка · b7 чёрная пешка · d7 чёрный конь · f7 чёрная пешка · g7 чёрная пешка · h7 чёрная пешка · a6 чёрный ферзь · c6 чёрная пешка · e6 чёрная пешка · d5 чёрная пешка · e5 белая пешка · d4 белая пешка · a2 белая пешка · b2 белая пешка · c2 белая пешка · e2 белый конь · f2 белая пешка · g2 белая пешка · h2 белая пешка · a1 белая ладья · b1 белый конь · c1 белый слон · d1 белый ферзь · f1 белая ладья · g1 белый король | a8 чёрная ладья · e8 чёрный король · f8 чёрный слон · g8 чёрный конь · h8 чёрная ладья · a7 чёрная пешка · b7 чёрная пешка · d7 чёрный конь · f7 чёрная пешка · g7 чёрная пешка · h7 чёрная пешка · a6 чёрный ферзь · c6 чёрная пешка · e6 чёрная пешка · d5 чёрная пешка · e5 белая пешка · d4 белая пешка · a2 белая пешка · b2 белая пешка · c2 белая пешка · e2 белый конь · f2 белая пешка · g2 белая пешка · h2 белая пешка · a1 белая ладья · b1 белый конь · c1 белый слон · d1 белый ферзь · f1 белая ладья · g1 белый король | a8 чёрная ладья · e8 чёрный король · f8 чёрный слон · g8 чёрный конь · h8 чёрная ладья · a7 чёрная пешка · b7 чёрная пешка · d7 чёрный конь · f7 чёрная пешка · g7 чёрная пешка · h7 чёрная пешка · a6 чёрный ферзь · c6 чёрная пешка · e6 чёрная пешка · d5 чёрная пешка · e5 белая пешка · d4 белая пешка · a2 белая пешка · b2 белая пешка · c2 белая пешка · e2 белый конь · f2 белая пешка · g2 белая пешка · h2 белая пешка · a1 белая ладья · b1 белый конь · c1 белый слон · d1 белый ферзь · f1 белая ладья · g1 белый король | a8 чёрная ладья · e8 чёрный король · f8 чёрный слон · g8 чёрный конь · h8 чёрная ладья · a7 чёрная пешка · b7 чёрная пешка · d7 чёрный конь · f7 чёрная пешка · g7 чёрная пешка · h7 чёрная пешка · a6 чёрный ферзь · c6 чёрная пешка · e6 чёрная пешка · d5 чёрная пешка · e5 белая пешка · d4 белая пешка · a2 белая пешка · b2 белая пешка · c2 белая пешка · e2 белый конь · f2 белая пешка · g2 белая пешка · h2 белая пешка · a1 белая ладья · b1 белый конь · c1 белый слон · d1 белый ферзь · f1 белая ладья · g1 белый король | a8 чёрная ладья · e8 чёрный король · f8 чёрный слон · g8 чёрный конь · h8 чёрная ладья · a7 чёрная пешка · b7 чёрная пешка · d7 чёрный конь · f7 чёрная пешка · g7 чёрная пешка · h7 чёрная пешка · a6 чёрный ферзь · c6 чёрная пешка · e6 чёрная пешка · d5 чёрная пешка · e5 белая пешка · d4 белая пешка · a2 белая пешка · b2 белая пешка · c2 белая пешка · e2 белый конь · f2 белая пешка · g2 белая пешка · h2 белая пешка · a1 белая ладья · b1 белый конь · c1 белый слон · d1 белый ферзь · f1 белая ладья · g1 белый король | a8 чёрная ладья · e8 чёрный король · f8 чёрный слон · g8 чёрный конь · h8 чёрная ладья · a7 чёрная пешка · b7 чёрная пешка · d7 чёрный конь · f7 чёрная пешка · g7 чёрная пешка · h7 чёрная пешка · a6 чёрный ферзь · c6 чёрная пешка · e6 чёрная пешка · d5 чёрная пешка · e5 белая пешка · d4 белая пешка · a2 белая пешка · b2 белая пешка · c2 белая пешка · e2 белый конь · f2 белая пешка · g2 белая пешка · h2 белая пешка · a1 белая ладья · b1 белый конь · c1 белый слон · d1 белый ферзь · f1 белая ладья · g1 белый король | a8 чёрная ладья · e8 чёрный король · f8 чёрный слон · g8 чёрный конь · h8 чёрная ладья · a7 чёрная пешка · b7 чёрная пешка · d7 чёрный конь · f7 чёрная пешка · g7 чёрная пешка · h7 чёрная пешка · a6 чёрный ферзь · c6 чёрная пешка · e6 чёрная пешка · d5 чёрная пешка · e5 белая пешка · d4 белая пешка · a2 белая пешка · b2 белая пешка · c2 белая пешка · e2 белый конь · f2 белая пешка · g2 белая пешка · h2 белая пешка · a1 белая ладья · b1 белый конь · c1 белый слон · d1 белый ферзь · f1 белая ладья · g1 белый король | 3 |
| 2 | a8 чёрная ладья · e8 чёрный король · f8 чёрный слон · g8 чёрный конь · h8 чёрная ладья · a7 чёрная пешка · b7 чёрная пешка · d7 чёрный конь · f7 чёрная пешка · g7 чёрная пешка · h7 чёрная пешка · a6 чёрный ферзь · c6 чёрная пешка · e6 чёрная пешка · d5 чёрная пешка · e5 белая пешка · d4 белая пешка · a2 белая пешка · b2 белая пешка · c2 белая пешка · e2 белый конь · f2 белая пешка · g2 белая пешка · h2 белая пешка · a1 белая ладья · b1 белый конь · c1 белый слон · d1 белый ферзь · f1 белая ладья · g1 белый король | a8 чёрная ладья · e8 чёрный король · f8 чёрный слон · g8 чёрный конь · h8 чёрная ладья · a7 чёрная пешка · b7 чёрная пешка · d7 чёрный конь · f7 чёрная пешка · g7 чёрная пешка · h7 чёрная пешка · a6 чёрный ферзь · c6 чёрная пешка · e6 чёрная пешка · d5 чёрная пешка · e5 белая пешка · d4 белая пешка · a2 белая пешка · b2 белая пешка · c2 белая пешка · e2 белый конь · f2 белая пешка · g2 белая пешка · h2 белая пешка · a1 белая ладья · b1 белый конь · c1 белый слон · d1 белый ферзь · f1 белая ладья · g1 белый король | a8 чёрная ладья · e8 чёрный король · f8 чёрный слон · g8 чёрный конь · h8 чёрная ладья · a7 чёрная пешка · b7 чёрная пешка · d7 чёрный конь · f7 чёрная пешка · g7 чёрная пешка · h7 чёрная пешка · a6 чёрный ферзь · c6 чёрная пешка · e6 чёрная пешка · d5 чёрная пешка · e5 белая пешка · d4 белая пешка · a2 белая пешка · b2 белая пешка · c2 белая пешка · e2 белый конь · f2 белая пешка · g2 белая пешка · h2 белая пешка · a1 белая ладья · b1 белый конь · c1 белый слон · d1 белый ферзь · f1 белая ладья · g1 белый король | a8 чёрная ладья · e8 чёрный король · f8 чёрный слон · g8 чёрный конь · h8 чёрная ладья · a7 чёрная пешка · b7 чёрная пешка · d7 чёрный конь · f7 чёрная пешка · g7 чёрная пешка · h7 чёрная пешка · a6 чёрный ферзь · c6 чёрная пешка · e6 чёрная пешка · d5 чёрная пешка · e5 белая пешка · d4 белая пешка · a2 белая пешка · b2 белая пешка · c2 белая пешка · e2 белый конь · f2 белая пешка · g2 белая пешка · h2 белая пешка · a1 белая ладья · b1 белый конь · c1 белый слон · d1 белый ферзь · f1 белая ладья · g1 белый король | a8 чёрная ладья · e8 чёрный король · f8 чёрный слон · g8 чёрный конь · h8 чёрная ладья · a7 чёрная пешка · b7 чёрная пешка · d7 чёрный конь · f7 чёрная пешка · g7 чёрная пешка · h7 чёрная пешка · a6 чёрный ферзь · c6 чёрная пешка · e6 чёрная пешка · d5 чёрная пешка · e5 белая пешка · d4 белая пешка · a2 белая пешка · b2 белая пешка · c2 белая пешка · e2 белый конь · f2 белая пешка · g2 белая пешка · h2 белая пешка · a1 белая ладья · b1 белый конь · c1 белый слон · d1 белый ферзь · f1 белая ладья · g1 белый король | a8 чёрная ладья · e8 чёрный король · f8 чёрный слон · g8 чёрный конь · h8 чёрная ладья · a7 чёрная пешка · b7 чёрная пешка · d7 чёрный конь · f7 чёрная пешка · g7 чёрная пешка · h7 чёрная пешка · a6 чёрный ферзь · c6 чёрная пешка · e6 чёрная пешка · d5 чёрная пешка · e5 белая пешка · d4 белая пешка · a2 белая пешка · b2 белая пешка · c2 белая пешка · e2 белый конь · f2 белая пешка · g2 белая пешка · h2 белая пешка · a1 белая ладья · b1 белый конь · c1 белый слон · d1 белый ферзь · f1 белая ладья · g1 белый король | a8 чёрная ладья · e8 чёрный король · f8 чёрный слон · g8 чёрный конь · h8 чёрная ладья · a7 чёрная пешка · b7 чёрная пешка · d7 чёрный конь · f7 чёрная пешка · g7 чёрная пешка · h7 чёрная пешка · a6 чёрный ферзь · c6 чёрная пешка · e6 чёрная пешка · d5 чёрная пешка · e5 белая пешка · d4 белая пешка · a2 белая пешка · b2 белая пешка · c2 белая пешка · e2 белый конь · f2 белая пешка · g2 белая пешка · h2 белая пешка · a1 белая ладья · b1 белый конь · c1 белый слон · d1 белый ферзь · f1 белая ладья · g1 белый король | a8 чёрная ладья · e8 чёрный король · f8 чёрный слон · g8 чёрный конь · h8 чёрная ладья · a7 чёрная пешка · b7 чёрная пешка · d7 чёрный конь · f7 чёрная пешка · g7 чёрная пешка · h7 чёрная пешка · a6 чёрный ферзь · c6 чёрная пешка · e6 чёрная пешка · d5 чёрная пешка · e5 белая пешка · d4 белая пешка · a2 белая пешка · b2 белая пешка · c2 белая пешка · e2 белый конь · f2 белая пешка · g2 белая пешка · h2 белая пешка · a1 белая ладья · b1 белый конь · c1 белый слон · d1 белый ферзь · f1 белая ладья · g1 белый король | 2 |
| 1 | a8 чёрная ладья · e8 чёрный король · f8 чёрный слон · g8 чёрный конь · h8 чёрная ладья · a7 чёрная пешка · b7 чёрная пешка · d7 чёрный конь · f7 чёрная пешка · g7 чёрная пешка · h7 чёрная пешка · a6 чёрный ферзь · c6 чёрная пешка · e6 чёрная пешка · d5 чёрная пешка · e5 белая пешка · d4 белая пешка · a2 белая пешка · b2 белая пешка · c2 белая пешка · e2 белый конь · f2 белая пешка · g2 белая пешка · h2 белая пешка · a1 белая ладья · b1 белый конь · c1 белый слон · d1 белый ферзь · f1 белая ладья · g1 белый король | a8 чёрная ладья · e8 чёрный король · f8 чёрный слон · g8 чёрный конь · h8 чёрная ладья · a7 чёрная пешка · b7 чёрная пешка · d7 чёрный конь · f7 чёрная пешка · g7 чёрная пешка · h7 чёрная пешка · a6 чёрный ферзь · c6 чёрная пешка · e6 чёрная пешка · d5 чёрная пешка · e5 белая пешка · d4 белая пешка · a2 белая пешка · b2 белая пешка · c2 белая пешка · e2 белый конь · f2 белая пешка · g2 белая пешка · h2 белая пешка · a1 белая ладья · b1 белый конь · c1 белый слон · d1 белый ферзь · f1 белая ладья · g1 белый король | a8 чёрная ладья · e8 чёрный король · f8 чёрный слон · g8 чёрный конь · h8 чёрная ладья · a7 чёрная пешка · b7 чёрная пешка · d7 чёрный конь · f7 чёрная пешка · g7 чёрная пешка · h7 чёрная пешка · a6 чёрный ферзь · c6 чёрная пешка · e6 чёрная пешка · d5 чёрная пешка · e5 белая пешка · d4 белая пешка · a2 белая пешка · b2 белая пешка · c2 белая пешка · e2 белый конь · f2 белая пешка · g2 белая пешка · h2 белая пешка · a1 белая ладья · b1 белый конь · c1 белый слон · d1 белый ферзь · f1 белая ладья · g1 белый король | a8 чёрная ладья · e8 чёрный король · f8 чёрный слон · g8 чёрный конь · h8 чёрная ладья · a7 чёрная пешка · b7 чёрная пешка · d7 чёрный конь · f7 чёрная пешка · g7 чёрная пешка · h7 чёрная пешка · a6 чёрный ферзь · c6 чёрная пешка · e6 чёрная пешка · d5 чёрная пешка · e5 белая пешка · d4 белая пешка · a2 белая пешка · b2 белая пешка · c2 белая пешка · e2 белый конь · f2 белая пешка · g2 белая пешка · h2 белая пешка · a1 белая ладья · b1 белый конь · c1 белый слон · d1 белый ферзь · f1 белая ладья · g1 белый король | a8 чёрная ладья · e8 чёрный король · f8 чёрный слон · g8 чёрный конь · h8 чёрная ладья · a7 чёрная пешка · b7 чёрная пешка · d7 чёрный конь · f7 чёрная пешка · g7 чёрная пешка · h7 чёрная пешка · a6 чёрный ферзь · c6 чёрная пешка · e6 чёрная пешка · d5 чёрная пешка · e5 белая пешка · d4 белая пешка · a2 белая пешка · b2 белая пешка · c2 белая пешка · e2 белый конь · f2 белая пешка · g2 белая пешка · h2 белая пешка · a1 белая ладья · b1 белый конь · c1 белый слон · d1 белый ферзь · f1 белая ладья · g1 белый король | a8 чёрная ладья · e8 чёрный король · f8 чёрный слон · g8 чёрный конь · h8 чёрная ладья · a7 чёрная пешка · b7 чёрная пешка · d7 чёрный конь · f7 чёрная пешка · g7 чёрная пешка · h7 чёрная пешка · a6 чёрный ферзь · c6 чёрная пешка · e6 чёрная пешка · d5 чёрная пешка · e5 белая пешка · d4 белая пешка · a2 белая пешка · b2 белая пешка · c2 белая пешка · e2 белый конь · f2 белая пешка · g2 белая пешка · h2 белая пешка · a1 белая ладья · b1 белый конь · c1 белый слон · d1 белый ферзь · f1 белая ладья · g1 белый король | a8 чёрная ладья · e8 чёрный король · f8 чёрный слон · g8 чёрный конь · h8 чёрная ладья · a7 чёрная пешка · b7 чёрная пешка · d7 чёрный конь · f7 чёрная пешка · g7 чёрная пешка · h7 чёрная пешка · a6 чёрный ферзь · c6 чёрная пешка · e6 чёрная пешка · d5 чёрная пешка · e5 белая пешка · d4 белая пешка · a2 белая пешка · b2 белая пешка · c2 белая пешка · e2 белый конь · f2 белая пешка · g2 белая пешка · h2 белая пешка · a1 белая ладья · b1 белый конь · c1 белый слон · d1 белый ферзь · f1 белая ладья · g1 белый король | a8 чёрная ладья · e8 чёрный король · f8 чёрный слон · g8 чёрный конь · h8 чёрная ладья · a7 чёрная пешка · b7 чёрная пешка · d7 чёрный конь · f7 чёрная пешка · g7 чёрная пешка · h7 чёрная пешка · a6 чёрный ферзь · c6 чёрная пешка · e6 чёрная пешка · d5 чёрная пешка · e5 белая пешка · d4 белая пешка · a2 белая пешка · b2 белая пешка · c2 белая пешка · e2 белый конь · f2 белая пешка · g2 белая пешка · h2 белая пешка · a1 белая ладья · b1 белый конь · c1 белый слон · d1 белый ферзь · f1 белая ладья · g1 белый король | 1 |
|   | a | b | c | d | e | f | g | h |   |

В партии Нимцович — Гизе, 1913 возникла позиция на диаграмме, где определяющее значение имеет пешечная цепь белых d4-e5.
Пешку е5 защищает только пешка d4, которая может быть уничтожена высвобождающим прорывом чёрных с6-с5. В то время как, по плану Нимцовича, на место пешки d4 должен был прийти конь, пешка е5 останется беззащитна. Поэтому именно е5 и есть тот стратегический пункт, который нуждается в избыточной защите. Для этого, сначала, конь с ферзевого фланга переводится на королевский.
9. Кd2 Кe7 
10. Кf3!
Первая защита пункта е5 осуществлена конём.
10... Кg6 
11. Лe1!
Вторая защита — ладьёй. Конь е2 может уйти в любой момент.
11... Сb4
Гизе также пытается воздействовать на пункт е5. С этой целью он делает манёвр слона b4-a5-c7.
12. с3 Са5 
13. Сf4!
Третья защита — слоном. Стратегически важный пункт е5 защищён с «запасом». Это позволило белым полностью завладеть центром и дало возможность впоследствии провести атаку на короля резервными защитниками.